# Gustaaf Martinus Oosterling
Gustaaf Martinus Oosterling (Paramaribo, 30 juni 1873 – Paramaribo, 11 januari 1928) was een Surinaams fotograaf.  Hij opende een fotostudio in de Gonggrijpstraat in Paramaribo.  Hij was ook tekenaar, kalligraaf en schilder.

## Biografie
Gustaaf Martinus Oosterling werd geboren op 30 juni 1873 op Paramaribo.  Zijn vader was Salomon Jacob Oosterling (1841–1885) en zijn moeder was Nanette Louisa Sophia Bosfaeld (1839–1878). Zijn grootvader Cornelis Oosterling (1813–1858) werd geboren op Groede in Zeeland en verhuisde naar Suriname in de vroege 19e eeuw.
Oosterling overleed op 54-jarige leeftijd op 11 januari 1928. Zijn zoon Guillaume David Oosterling zette de zaak voort.

## Familie

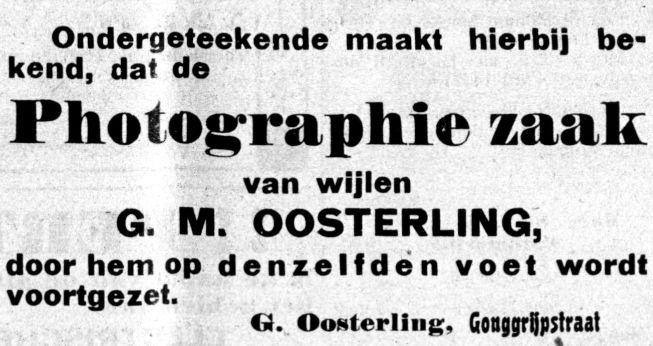
Overlijdensbericht voor G.M. Oosterling

Oosterling trouwde op 6 december 1905 in het district Beneden-Suriname met Louisa Ferdina Flu. In de huwelijksakte stond als zijn beroep vermeld 'tekenaar'. Bij dit huwelijk werden de kinderen Clothilde Antoinette Catharina (geboren 1903) en Guillaume David (geboren 1904) gewettigd. Volgens de 1921 volkstelling, hadden ze vijf dochters en vier zonen. Zij waren leden van de Evangelische Broedergemeente Suriname.

## Galerij

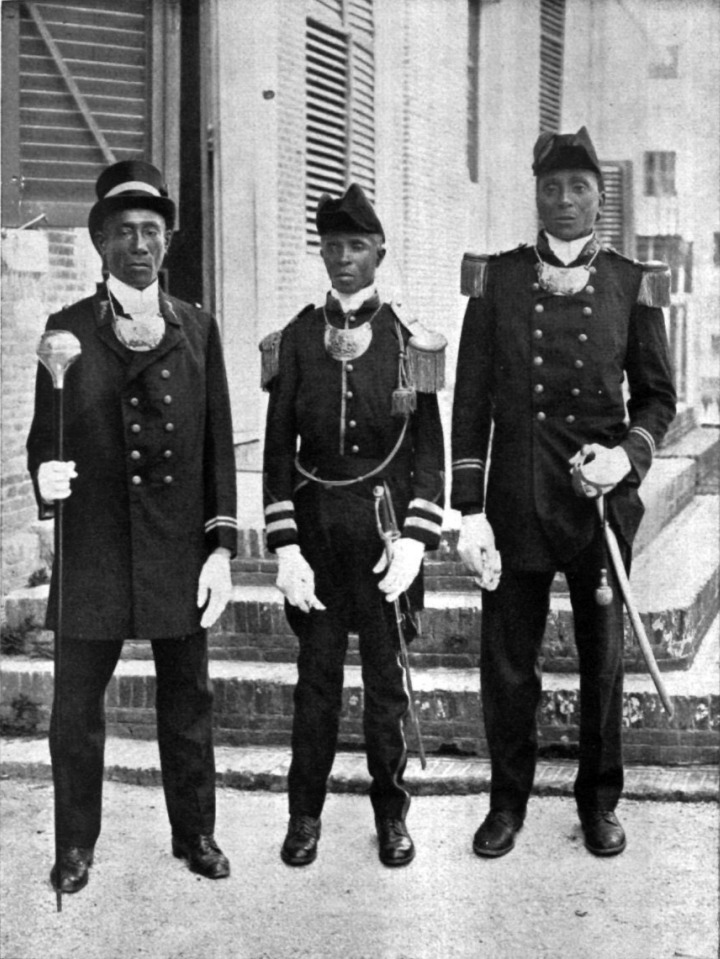
Portret: Ndyuka gaanfisikali Gagu, gaanman Amakiti en edekabiten Kanape
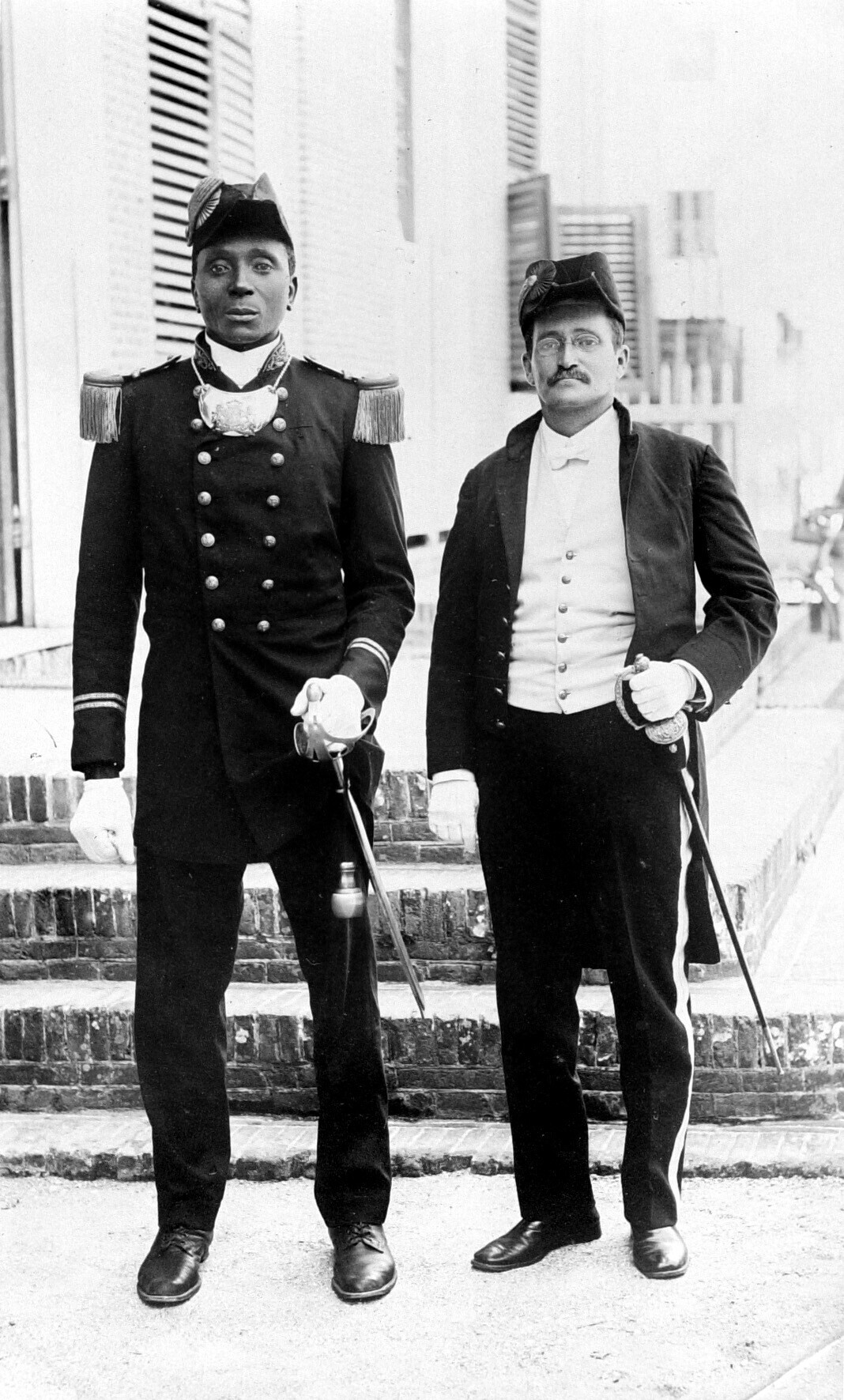
Portret van Yensa Kanape en Willem Frederik van Lier